# Powiat Luckau

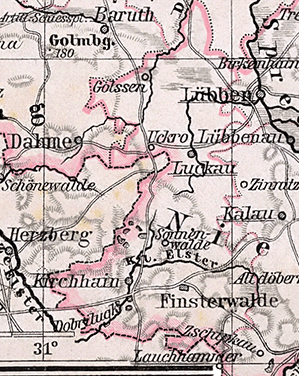
Mapa powiatu z 1905 r.

Powiat Luckau (niem. Landkreis Luckau, Kreis Luckau, Kreis Luckau (Nd. Laus.); pol. powiat łukowski) – dawny powiat na terenie kolejno Prus, Cesarstwa Niemieckiego, Republiki Weimarskiej oraz III Rzeszy, istniejący od 1816 do 1952. Należał do rejencji frankfurckiej, w prowincji Brandenburgia. Teren dawnego powiatu leży obecnie w kraju związkowym Brandenburgia w powiatach Elbe-Elster oraz Dahme-Spreewald. Siedzibą władz powiatu było miasto Luckau.
1 stycznia 1945 na terenie powiatu znajdowało się:
- sześć miast: Doberlug, Finsterwalde, Golßen, Kirchhain, Luckau i Sonnewalde
- 140 innych gmin